# Eupithecia terrestrata
Eupithecia terrestrata là một loài bướm đêm trong họ Geometridae.